# Hylcalosia adsimilis
Hylcalosia adsimilis är en stekelart som beskrevs av Papp 1994. Hylcalosia adsimilis ingår i släktet Hylcalosia och familjen bracksteklar. Inga underarter finns listade i Catalogue of Life.